# Mikhaïl Zakharaw
Ne doit pas être confondu avec Mikhaïl Zakharov.
Pour les articles homonymes, voir Zakharov.
Mikhaïl Mikhaïlavitch Zakharaw - en biélorusse: Міхаіл Мiхайлавiч Захараў - ou Mikhaïl Mikhaïlovitch Zakharov - en russe: Михаил Михайлович Захаров - (né le 22 janvier 1962 à Öskemen, anciennement Oust-Kamenogorsk, en République socialiste soviétique du Kazakhstan) est un joueur professionnel biélorusse de hockey sur glace devenu entraîneur. Il évolue au poste d'attaquant. Il est le père de Kanstantsin Zakharaw.

## Biographie
Il a commencé sa carrière en 1980 avec le Dinamo Minsk dans le championnat d'URSS. Il a également évolué dans les ligues mineures d'Amérique du Nord. Il a représenté la Biélorussie au niveau international. En 1996, il met un terme à sa carrière de joueur et devient entraîneur. Il a notamment été responsable des sélections nationales de Biélorussie et d'Ukraine.

## Trophées et honneurs personnels

### Biélorussie
- 1990 : nommé meilleur joueur.
- 2010-2011 : nommé meilleur entraîneur.

## Statistiques

### En club
| Saison    | Équipe                   | Ligue         |    | Saison régulière | Saison régulière | Saison régulière | Saison régulière | Saison régulière |    | Séries éliminatoires | Séries éliminatoires | Séries éliminatoires | Séries éliminatoires | Séries éliminatoires |
| Saison    | Équipe                   | Ligue         | PJ | B                | A                | Pts              | Pun              | PJ               | B  | A                    | Pts                  | Pun                  |                      |                      |
| 1980-1981 | Dinamo Minsk             | URSS          | 0  | 2                | 3                | 5                | 32               |                  |    |                      |                      |                      |                      |                      |
| 1984-1985 | Dinamo Minsk             | Vyschaïa Liga | 49 | 21               | 14               | 35               | 88               |                  |    |                      |                      |                      |                      |                      |
| 1985-1986 | Dinamo Minsk             | Vyschaïa Liga | 45 | 15               | 5                | 20               | 77               |                  |    |                      |                      |                      |                      |                      |
| 1986-1987 | Dinamo Minsk             | Vyschaïa Liga | 57 | 10               | 16               | 26               | 84               |                  |    |                      |                      |                      |                      |                      |
| 1987-1988 | Dinamo Minsk             | Vyschaïa Liga | 65 | 20               | 11               | 31               | 81               |                  |    |                      |                      |                      |                      |                      |
| 1988-1989 | Dinamo Minsk             | URSS          | 17 | 4                | 5                | 9                | 33               |                  |    |                      |                      |                      |                      |                      |
| 1989-1990 | Dinamo Minsk             | URSS          | 45 | 16               | 8                | 24               | 58               |                  |    |                      |                      |                      |                      |                      |
| 1992-1993 | Ice de Green Bay         | AHA           | 25 | 11               | 16               | 27               | 33               |                  |    |                      |                      |                      |                      |                      |
| 1992-1993 | Blaze de West Palm Beach | SuHL          | 12 | 8                | 11               | 19               | 10               | 6                | 3  | 3                    | 6                    | 10                   |                      |                      |
| 1992-1993 | Falcons de Détroit       | CoHL          | 3  | 2                | 4                | 6                | 2                | --               | -- | --                   | --                   | --                   |                      |                      |
| 1993-1994 | Bulldogs d'Utica         | CoHL          | 40 | 19               | 27               | 46               | 42               | --               | -- | --                   | --                   | --                   |                      |                      |
| 1994-1995 | Blizzard d'Utica         | CoHL          | 4  | 0                | 2                | 2                | 2                | --               | -- | --                   | --                   | --                   |                      |                      |
| 1994-1995 | HK CSKA Moscou           | Superliga     | 7  | 0                | 0                | 0                | 2                |                  |    |                      |                      |                      |                      |                      |
| 1995-1996 | Tivali Minsk             | Superliga     | 1  | 0                | 0                | 0                | 25               |                  |    |                      |                      |                      |                      |                      |
| 1995-1996 | Monsters de Madison      | CoHL          | 12 | 2                | 1                | 3                | 19               | --               | -- | --                   | --                   | --                   |                      |                      |
| 1995-1996 | Mallards de Quad City    | CoHL          | 1  | 0                | 0                | 0                | 0                | --               | -- | --                   | --                   | --                   |                      |                      |
| 1995-1996 | Falcons de Détroit       | CoHL          | 7  | 2                | 0                | 2                | 6                | --               | -- | --                   | --                   | --                   |                      |                      |